# Coelioxys chacoensis
Coelioxys chacoensis là một loài Hymenoptera trong họ Megachilidae. Loài này được Holmberg mô tả khoa học năm 1904.